# The Grinding Wheel
The Grinding Wheel osemnaesti je studijski album thrash metal sastava Overkill. Diskografska kuća Nuclear Blast Records objavila ga je 10. veljače 2017.

## Popis pjesama
1. "Mean, Green Killing Machine" - 7:29
2. "Goddamn Trouble" - 6:21
3. "Our Finest Hour" - 5:49
4. "Shine On" - 6:03
5. "The Long Road" - 6:45
6. "Let's All Go To The Hades" - 4:55
7. "Come Heavy" - 4:59
8. "Red, White and Blue" - 5:05
9. "The Grinding Wheel" - 4:51
10. "The Wheel" - 7:55

## Zasluge
- Blitz - vokali
- Derek Tailer - gitara
- Dave Linsk - gitara
- D. D. Verni - bas-gitara
- Ron Lipnicki - bubnjevi